# Tiên Châu
Tiên Châu is een xã in het district Tiên Phước, een van de districten in de Vietnamese provincie Quảng Nam. Tiên Châu heeft ruim 4900 inwoners op een oppervlakte van 40,76 km².

## Geografie en topografie
Tiên Châu ligt in centraal van de huyện Tiên Phước. In het westen grenst Tiên Châu aan de huyện Hiệp Đức. De aangrenzende xã in Hiệp Đức is Thăng Phước. In het zuidoosten grenst Tiên Châu aan thị trấn Tiên Kỳ. Verder grenst Tiên Châu nog aan Tiên Hà, Tiên Cẩm, Tiên Phong, Tiên Mỹ, Tiên Cảnh en Tiên Ngọc.
De Tién stroomt door Tiên Châu.

## Verkeer en vervoer
Een belangrijke verkeersader is de tỉnh lộ 614. De 614 verbindt thị trấn Tiên Kỳ met de tỉnh lộ 611B in xã Quế Thọ. De weg gaat naast Tiên Châu, Tiên Kỳ en Quế Thọ door de xã's Tiên Cẩm, Tiên Hà en Bình Lâm.